# Lloyd’s Building
Das Lloyd’s Building ist der Hauptsitz des traditionsreichen Versicherungsmarktes Lloyd’s of London in London.

## Architektur

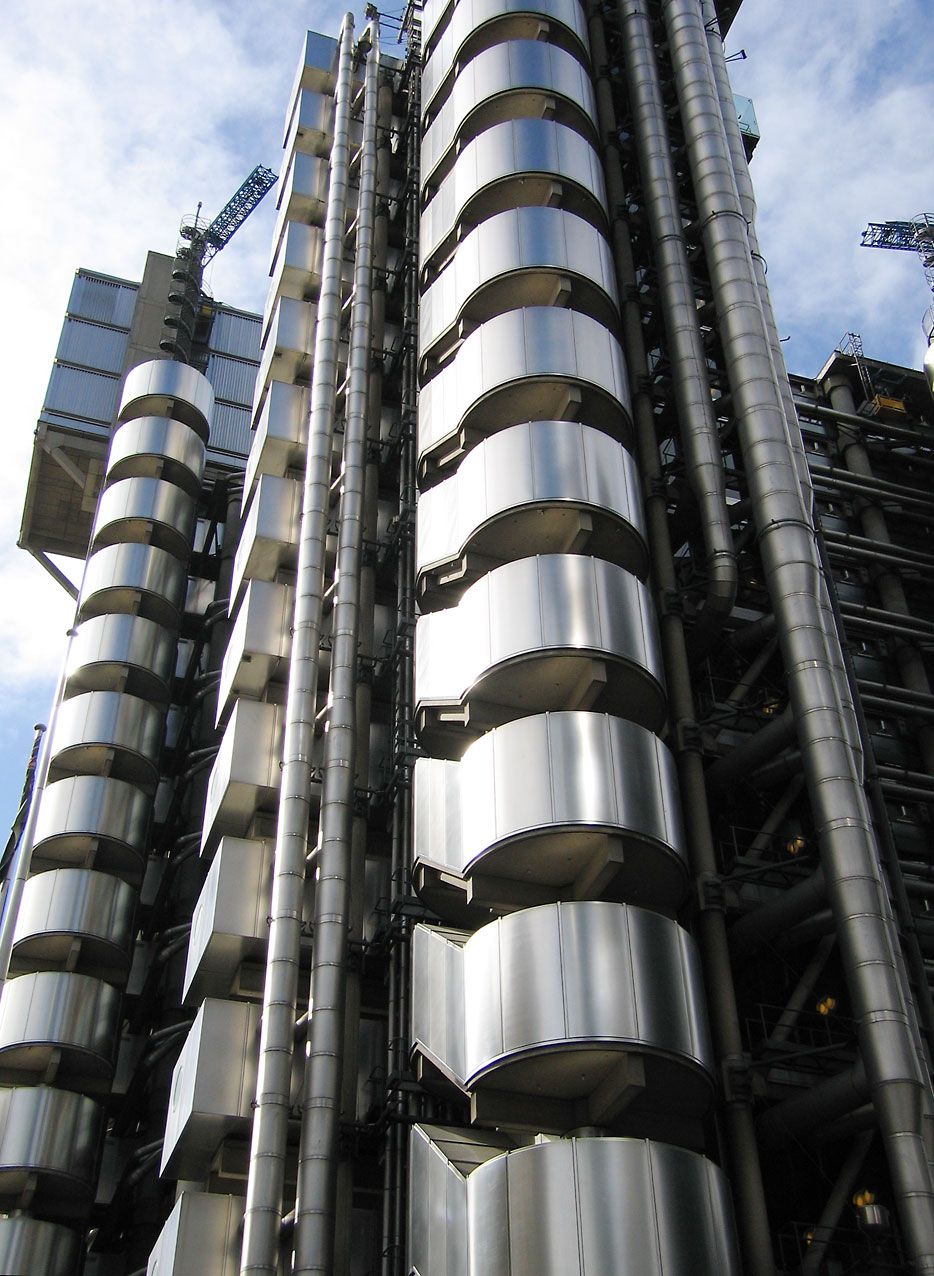
Treppenhaus

Das Gebäude wurde von dem Architekten Richard Rogers entworfen und im Zeitraum 1978 bis 1986 errichtet. Wie das Centre Pompidou, das Rogers zuvor gemeinsam mit Renzo Piano entworfen hatte, war auch dieses Gebäude innovativ, weil Versorgungsleitungen, Treppen und Lifte nach außen sichtbar verlegt wurden. Die zwölf Glaslifte waren die ersten ihrer Art im Vereinigten Königreich.

„Richard Rogers verfolgte diesen Ansatz der demonstrativ nach außen gekehrten Technik in seinem Lloyd’s Building auch im Hochhausbau weiter. Dieser in jeder Hinsicht unkonventionelle Bau kam den Visionen der Futuristen erstaunlich nahe.“

Der Komplex besteht aus drei Haupttürmen und drei Versorgungstürmen um einen zentralen rechteckigen Platz.
Im 11. Stockwerk ist der Committee Room eingebaut, ein Speisezimmer aus dem 18. Jahrhundert, das 1763 im Auftrag von William Petty durch Robert Adam eingerichtet wurde und das Stück für Stück aus dem ehemaligen Lloyd’s-Gebäude auf der anderen Straßenseite übertragen wurde.
Das Lloyd’s Building ist rund 76 Meter hoch und hat 14 Stockwerke. Das Besondere an dem Bau ist, dass jedes Stockwerk durch Einbau oder Abbau von Trennwänden rasch verändert werden kann.

## Eigentümer des Gebäudes
Der Eigentümer wechselte über die Zeit immer wieder,
während der Mieter immer gleich blieb.
Der Mietvertrag von Lloyd’s läuft noch bis 2031.
| Zeitraum  | Eigentümer                                                    |
| --------- | ------------------------------------------------------------- |
| bis 2004  | DekaBank Deutsche Girozentrale                                |
| 2004–2005 | Shelbourne Developments                                       |
| 2005–2013 | Commerz Real, eine Fondstochtergesellschaft der Commerzbank   |
| ab 2013   | Ping An Insurance, eine chinesische Versicherungsgesellschaft |

## Sonstiges
Das Gebäude war Kulisse für etliche Filme wie zum Beispiel Verlockende Falle und wurde als Werbekulisse für den Rover 800 genutzt.

## Bildergalerie

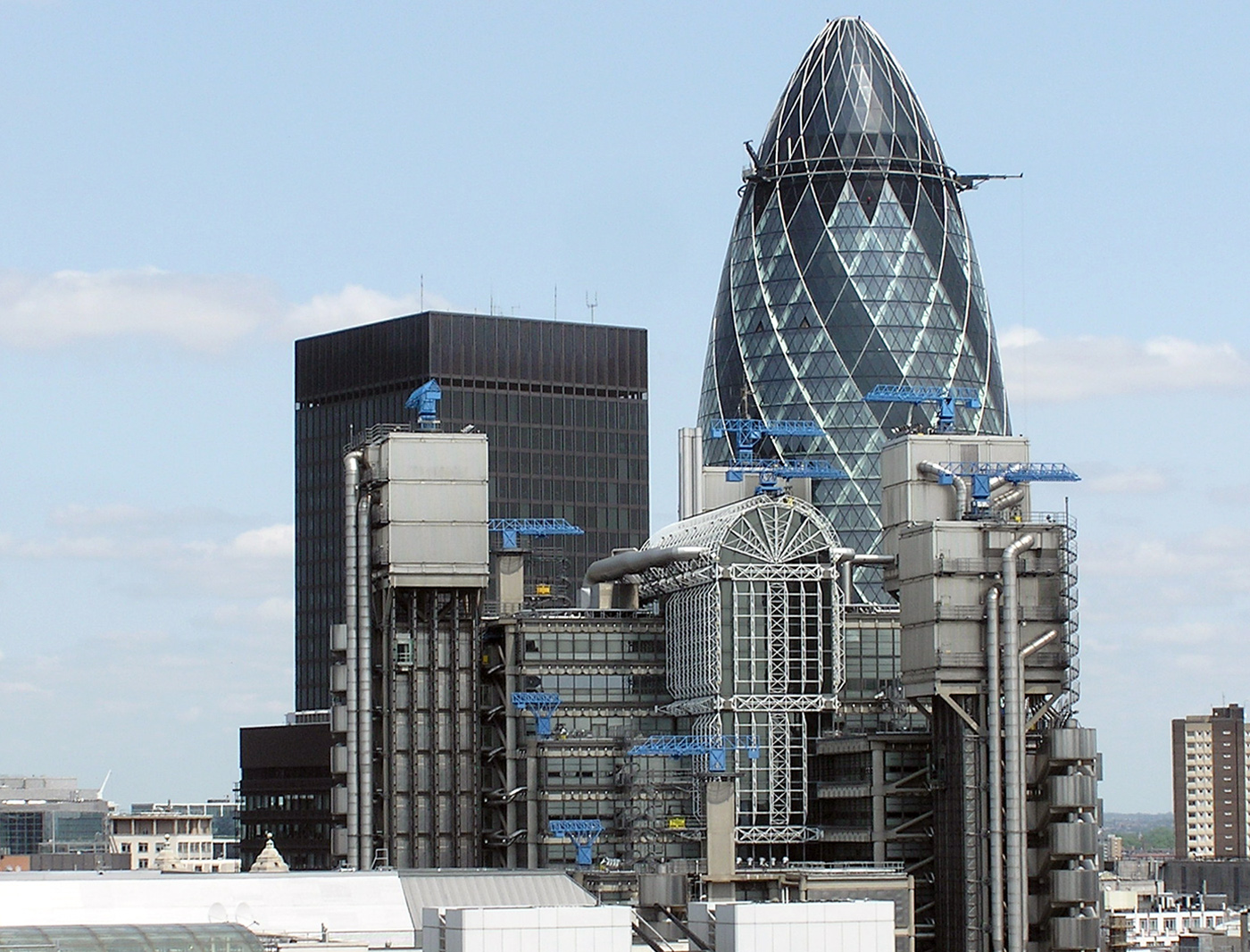
Das Lloyd’s Building von Südwesten (dahinter: links der schwarze Aviva Tower, rechts die Spitze des Swiss Re Tower)

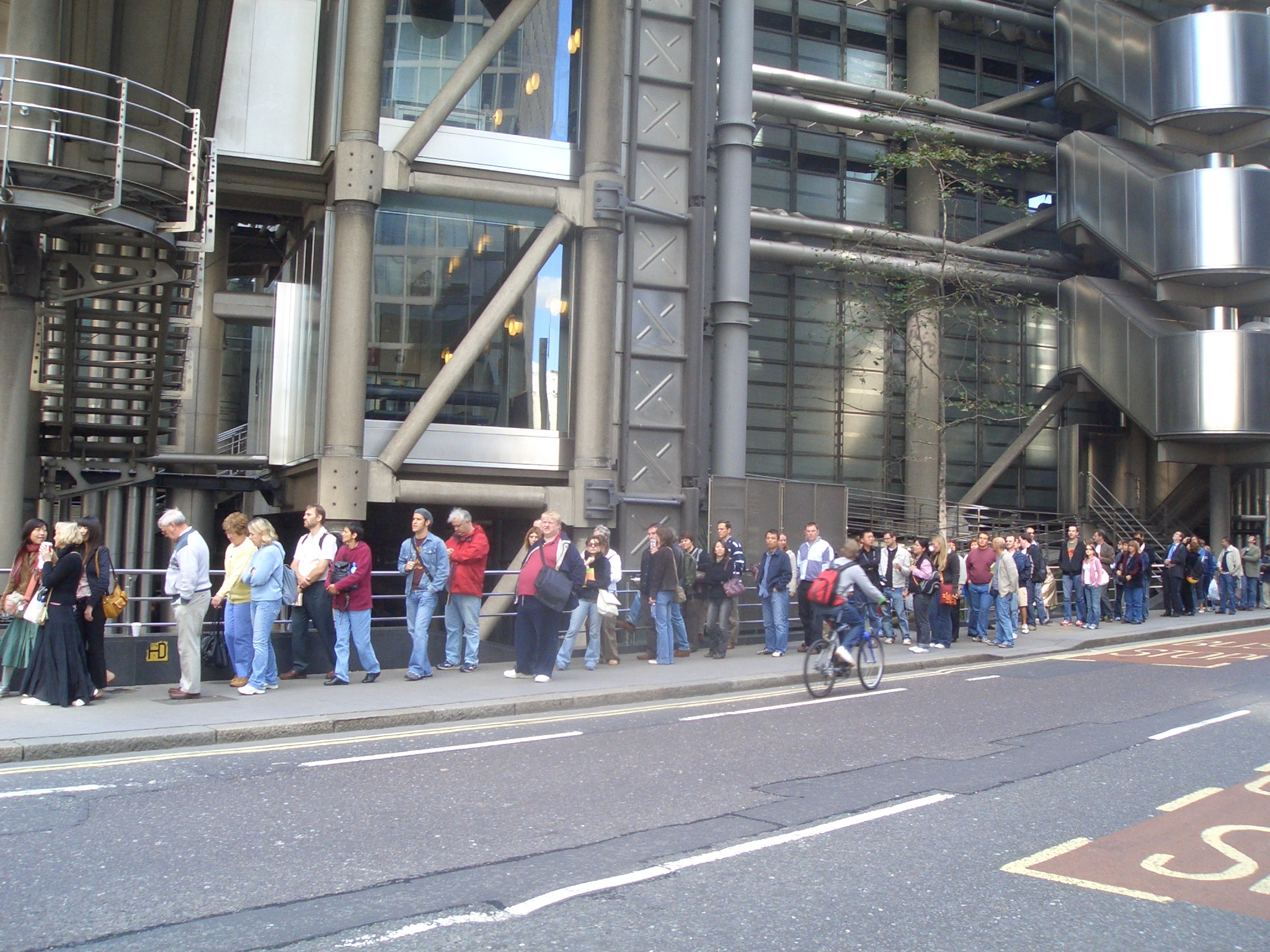
Schlange am Tag der offenen Tür, 2005
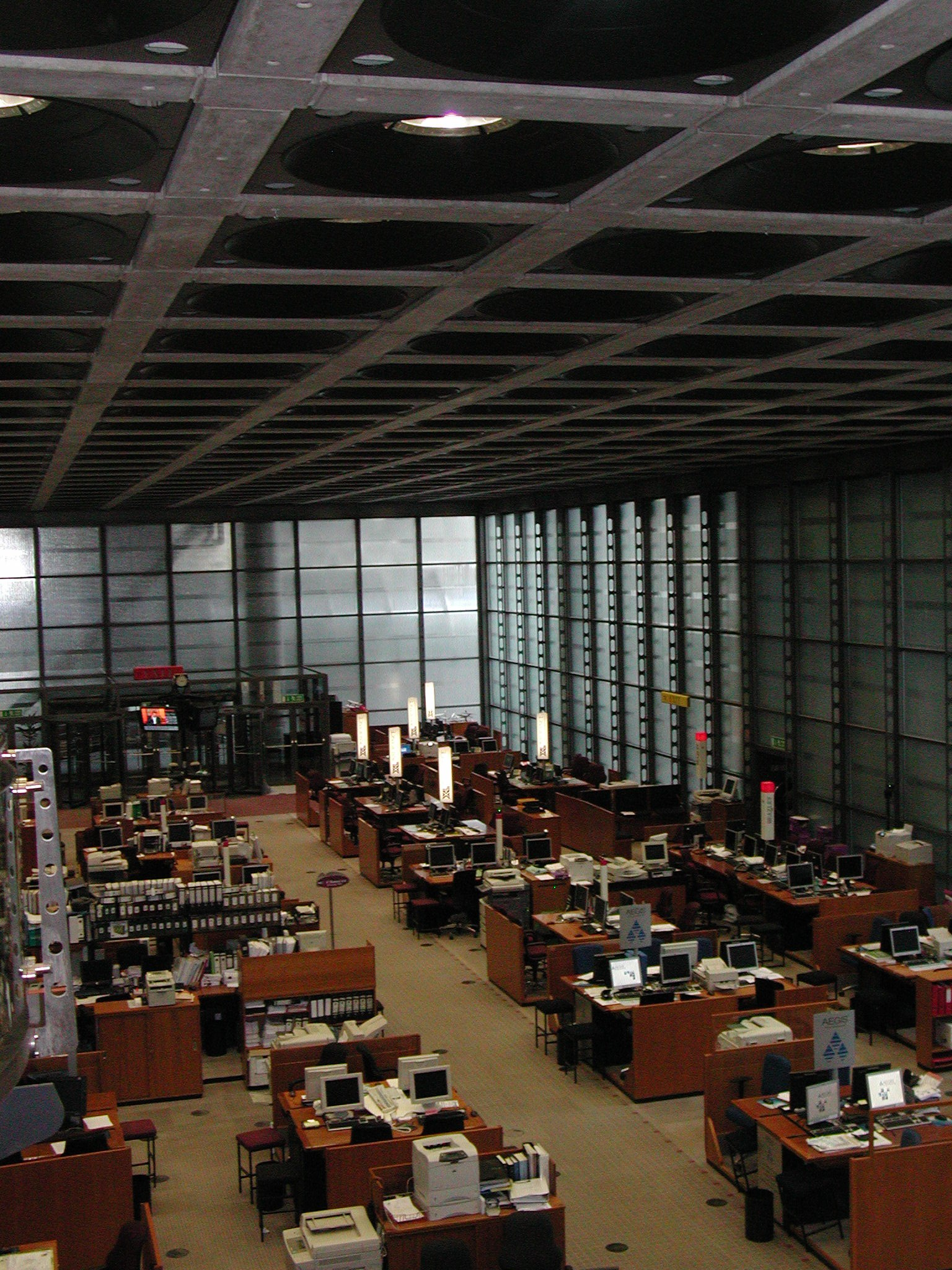
Büros